# 11e cérémonie des Utah Film Critics Association Awards
La 10e cérémonie des Utah Film Critics Association Awards (UFCA Awards), décernés par la Utah Film Critics Association, a eu lieu le 22 décembre 2015, et a récompensé les films réalisés dans l'année.

## Palmarès

### Meilleur film
- Mad Max: Fury Road
  - Finaliste : Seul sur Mars (The Martian)

### Meilleur réalisateur
- George Miller pour Mad Max: Fury Road
  - Ridley Scott pour Seul sur Mars (The Martian)

### Meilleur acteur
- Leonardo DiCaprio pour le rôle de Hugh Glass dans The Revenant
  - Matt Damon pour le rôle de Mark Watney dans Seul sur Mars (The Martian)

### Meilleure actrice
- Brie Larson pour le rôle de Joy « Ma » Newsome dans Room
  - Finaliste : Saoirse Ronan pour le rôle d'Eilis Lacey dans Brooklyn

### Meilleur acteur dans un second rôle
- Sylvester Stallone pour le rôle de Rocky Balboa dans Creed : L'Héritage de Rocky Balboa (Creed)
  - Finaliste : Oscar Isaac pour le rôle de Nathan dans Ex Machina

### Meilleure actrice dans un second rôle
- Rose Byrne pour le rôle de Rayna Boyanov dans Spy
  - Alicia Vikander pour le rôle d'Ava dans Ex Machina

### Meilleur scénario original
- Vice-versa (Inside Out) – Pete Docter, Meg LeFauve et Josh Cooley
  - Finaliste : Spotlight – Tom McCarthy et Josh Singer

### Meilleur scénario adapté
- Seul sur Mars (The Martian) – Drew Goddard
  - Finaliste : Brooklyn – Nick Hornby

### Meilleure photographie
- Mad Max: Fury Road – John Seale
  - Finaliste : The Revenant – Emmanuel Lubezki

### Meilleur film en langue étrangère
- Timbuktu  France
  - Finaliste : Le Fils de Saul (Saul Fia)  Hongrie

### Meilleur film d'animation
- Vice-versa (Inside Out)
  - Finaliste : Shaun le mouton, le film (Shaun the Sheep Movie)

### Meilleur documentaire
- Terrain de chasse (The Hunting Ground)
  - Finaliste : Amy